# Tmarus pugnax
Tmarus pugnax là một loài nhện trong họ Thomisidae.
Loài này thuộc chi Tmarus. Tmarus pugnax được Cândido Firmino de Mello-Leitão miêu tả năm 1929.